# Pentapedilum calvescens
Pentapedilum calvescens är en tvåvingeart som först beskrevs av Freeman 1958.  Pentapedilum calvescens ingår i släktet Pentapedilum och familjen fjädermyggor.
Artens utbredningsområde är Zimbabwe. Inga underarter finns listade i Catalogue of Life.